# Trophée Éric Bompard de 2007
Trophée Éric Bompard de 2007 foi a vigésima primeira edição do Trophée Éric Bompard, um evento anual de patinação artística no gelo organizado pela Federação Francesa de Esportes no Gelo (em francês:  Federation Française des Sports de Glace), e que fez parte do Grand Prix de 2007–08. A competição foi disputada entre os dias 15 de novembro e 18 de novembro, na cidade de Paris, França.

## Eventos
- Individual masculino
- Individual feminino
- Duplas
- Dança no gelo

## Medalhistas
| Evento                        | Ouro                                             | Prata                                     | Bronze                                       |
| Individual masculino detalhes | Patrick Chan · Canadá                            | Sergei Voronov · Rússia                   | Alban Préaubert · França                     |
| Individual feminino detalhes  | Mao Asada · Japão                                | Kimmie Meissner · Estados Unidos          | Ashley Wagner · Estados Unidos               |
| Duplas detalhes               | Zhang Dan · Zhang Hao · China                    | Pang Qing · Tong Jian · China             | Maria Mukhortova · Maxim Trankov · Rússia    |
| Dança no gelo detalhes        | Isabelle Delobel · Olivier Schoenfelder · França | Jana Khokhlova · Sergei Novitski · Rússia | Meryl Davis · Charlie White · Estados Unidos |

## Resultados

### Individual masculino
| Pos.              | Nome                 | Nacionalidade    | Pontos | PC         | PL         |
| ----------------- | -------------------- | ---------------- | ------ | ---------- | ---------- |
| Medalha de ouro   | Patrick Chan         | Canadá           | 214.94 | 70.89 (2)  | 144.05 (1) |
| Medalha de prata  | Sergei Voronov       | Rússia           | 208.91 | 68.70 (4)  | 140.21 (2) |
| Medalha de bronze | Alban Préaubert      | França           | 207.10 | 72.70 (1)  | 134.40 (3) |
| 4                 | Kevin Van Der Perren | Bélgica          | 204.75 | 70.60 (3)  | 134.15 (4) |
| 5                 | Ryan Bradley         | Estados Unidos   | 191.32 | 59.13 (7)  | 132.19 (5) |
| 6                 | Tomáš Verner         | República Tcheca | 189.37 | 57.23 (8)  | 132.14 (6) |
| 7                 | Kensuke Nakaniwa     | Japão            | 177.61 | 62.70 (5)  | 114.91 (7) |
| 8                 | Christopher Mabee    | Canadá           | 175.17 | 61.68 (6)  | 113.49 (8) |
| 9                 | Scott Smith          | Estados Unidos   | 151.25 | 56.36 (9)  | 94.89 (11) |
| 10                | Jérémie Colot        | França           | 149.47 | 49.39 (11) | 100.08 (9) |
| 11                | Gao Song             | China            | 146.19 | 50.55 (10) | 95.64 (10) |

### Individual feminino
| Pos.              | Nome                    | Nacionalidade  | Pontos | PC         | PL         |
| ----------------- | ----------------------- | -------------- | ------ | ---------- | ---------- |
| Medalha de ouro   | Mao Asada               | Japão          | 179.80 | 56.90 (1)  | 122.90 (1) |
| Medalha de prata  | Kimmie Meissner         | Estados Unidos | 158.74 | 55.98 (2)  | 102.76 (3) |
| Medalha de bronze | Ashley Wagner           | Estados Unidos | 158.63 | 50.48 (5)  | 108.15 (2) |
| 4                 | Sarah Meier             | Suíça          | 147.15 | 53.98 (4)  | 93.17 (5)  |
| 5                 | Mira Leung              | Canadá         | 144.57 | 43.78 (7)  | 100.79 (4) |
| 6                 | Elena Glebova           | Estônia        | 141.71 | 55.24 (3)  | 86.47 (7)  |
| 7                 | Viktória Pavuk          | Hungria        | 137.73 | 44.56 (6)  | 93.17 (6)  |
| 8                 | Gwendoline Didier       | França         | 120.14 | 36.82 (10) | 83.32 (8)  |
| 9                 | Valentina Marchei       | Itália         | 118.99 | 43.18 (8)  | 75.81 (9)  |
| 10                | Fang Dan                | China          | 111.65 | 40.12 (9)  | 71.53 (10) |
| 11                | Aki Sawada              | Japão          | 99.18  | 29.94 (12) | 69.24 (11) |
| 12                | Anastasia Gimazetdinova | Uzbequistão    | 98.90  | 35.42 (11) | 63.48 (12) |

### Duplas
| Pos.              | Nome                                   | Nacionalidade  | Pontos | PC        | PL         |
| ----------------- | -------------------------------------- | -------------- | ------ | --------- | ---------- |
| Medalha de ouro   | Zhang Dan / Zhang Hao                  | China          | 196.96 | 71.60 (1) | 125.36 (1) |
| Medalha de prata  | Pang Qing / Tong Jian                  | China          | 186.93 | 64.32 (2) | 122.61 (2) |
| Medalha de bronze | Maria Mukhortova / Maxim Trankov       | Rússia         | 169.82 | 61.76 (3) | 108.06 (4) |
| 4                 | Tiffany Vise / Derek Trent             | Estados Unidos | 165.76 | 56.06 (4) | 109.70 (3) |
| 5                 | Tatiana Volosozhar / Stanislav Morozov | Ucrânia        | 152.59 | 54.18 (5) | 98.41 (6)  |
| 6                 | Jessica Miller / Ian Moram             | Canadá         | 142.92 | 44.26 (7) | 98.66 (5)  |
| 7                 | Adeline Canac / Maximin Coia           | França         | 122.47 | 47.02 (6) | 75.45 (8)  |
| 8                 | Stacey Kemp / David King               | Reino Unido    | 114.25 | 36.68 (8) | 77.57 (7)  |

### Dança no gelo
| Pos.              | Nome                                    | Nacionalidade  | Pontos | DC         | DO         | DL         |
| ----------------- | --------------------------------------- | -------------- | ------ | ---------- | ---------- | ---------- |
| Medalha de ouro   | Isabelle Delobel / Olivier Schoenfelder | França         | 194.14 | 39.51 (1)  | 60.10 (1)  | 94.53 (2)  |
| Medalha de prata  | Jana Khokhlova / Sergei Novitski        | Rússia         | 191.01 | 34.89 (2)  | 58.15 (2)  | 97.97 (1)  |
| Medalha de bronze | Meryl Davis / Charlie White             | Estados Unidos | 176.21 | 31.74 (4)  | 55.25 (3)  | 89.22 (3)  |
| 4                 | Anna Cappellini / Luca Lanotte          | Itália         | 168.75 | 31.86 (3)  | 49.11 (5)  | 87.78 (4)  |
| 5                 | Pernelle Carron / Mathieu Jost          | França         | 159.26 | 29.92 (5)  | 47.63 (6)  | 81.71 (5)  |
| 6                 | Anastasia Grebenkina / Vazgen Azrojan   | Armênia        | 156.18 | 27.94 (6)  | 49.86 (4)  | 78.38 (7)  |
| 7                 | Kaitlyn Weaver / Andrew Poje            | Canadá         | 154.20 | 27.47 (7)  | 46.99 (7)  | 79.74 (6)  |
| 8                 | Barbora Silná / Dmitri Matsjuk          | Áustria        | 139.56 | 24.79 (8)  | 44.11 (8)  | 70.66 (8)  |
| 9                 | Yu Xiaoyang / Wang Chen                 | China          | 135.63 | 22.95 (9)  | 42.99 (9)  | 69.69 (9)  |
| 10                | Zoé Blanc / Pierre-Loup Bouquet         | França         | 126.10 | 21.77 (10) | 38.59 (10) | 65.74 (10) |

## Quadro de medalhas
| Ordem | País           | Medalha de ouro | Medalha de prata | Medalha de bronze |    | Ordem por total |
| ----- | -------------- | --------------- | ---------------- | ----------------- | -- | --------------- |
| 1     | China          | 1               | 1                |                   | 2  | 3               |
| 2     | França         | 1               |                  | 1                 | 2  | 3               |
| 3     | Canadá         | 1               |                  |                   | 1  | 5               |
| 3     | Japão          | 1               |                  |                   | 1  | 5               |
| 5     | Rússia         |                 | 2                | 1                 | 3  | 1               |
| 5     | Estados Unidos |                 | 1                | 2                 | 3  | 1               |
| TOTAL | TOTAL          | 4               | 4                | 4                 | 12 | —               |